# Kitty Lange Kielland
Kitty Lange Kielland (Stavanger, 8 d'octubre de 1843 - Kristiania, 1 d'octubre de 1914) va ser una pintora paisatgista noruega.

## Trajectòria
Kielland va néixer en una família acomodada a Stavanger. Encara que va rebre formació en dibuix i pintura, no va ser fins que va complir trenta anys que se li va permetre exercir com a artista professional. El 1873 va viatjar a Karlsruhe, on va ser instruïda per Hans Gude. Com a dona, Kielland es va veure obligada a prendre lliçons privades de Gude en lloc d'unir-se a la seva classe de pintura de paisatges. L'adhesió de Gude al realisme va deixar una impressió duradora en Kielland, que es va fer visible en les seves obres posteriors. Va fer un ràpid progrés durant els dos anys que va passar pintant amb Gude.
Va deixar Karlsruhe per a anar a Munic el 1875, on es va unir a una colònia d'artistes noruecs que hi vivien. A Munic va estudiar amb el francès d'inspiració realista Hermann Baisch i amb el noruec Eilif Peterssen, a qui alguns consideren el seu mestre més important. Kielland va viure a Munic fins a 1878. Després es va mudar a París, on va continuar pintant diàriament.
En 1876 Kielland va visitar Jæren, al sud de Noruega. L'antic mestre de Kielland, Hans Gude, havia visitat Jæren el 1869 i 1872 i, en tornar, li va suggerir que havia de viatjar allí i pintar-hi. Kielland va preparar estudis mentre estava a Jæren i després els va usar per a pintar aquell paisatge característicament pla quan va tornar a Munic, convertint-la en la primera artista a fer-ho. Les seves pintures de Jæren mostren una representació realista del paisatge, però amb efectes atmosfèrics unificadors. Kielland va tornar a Jæren regularment durant els estius, per la qual cosa el paisatge monòton i les torberes de la zona es van convertir en un dels seus motius favorits. Kielland va dir que estava molt interessada en l'àrea al voltant de Jæren a causa de «la grandesa del paisatge i la riquesa de la pobresa». L'habilitat amb la qual va plasmar el paisatge l'assenyala com una de les estudiants més destacades de Gude.
El 1879 Kielland es va mudar a París, on va compartir un estudi amb la seva companya noruega Harriet Backer entre 1880 i 1988. A París va exhibir les seves pintures per primera vegada. Allà, durant un temps, va ser alumna del pintor paisatgista Léon Germain Pelouse, que vivia a prop, a Cernay-la-Ville. Kielland va deixar París el 1889; un retrat d'ella pintat per Anna Ancher poc abans de la seva partida es troba al museu Anchers Hus.
Kielland va treballar en la simplificació del seu art en la dècada de 1890 sota la influència de Jens Ferdinand Willumsen. Va participar amb entusiasme en debats públics sobre els drets de les dones. Kielland va exhibir el seu treball en el Palau de Belles Arts en l'Exposició Mundial Colombina de 1893 a Chicago, Illinois.
Kielland va pintar poc cap al final de la seva vida. Va sofrir demència senil durant uns quants anys i finalment va morir a Kristiania el 1914.
Un carrer de Bærum, un suburbi a l'oest d'Oslo, porta el seu nom.

## Obra

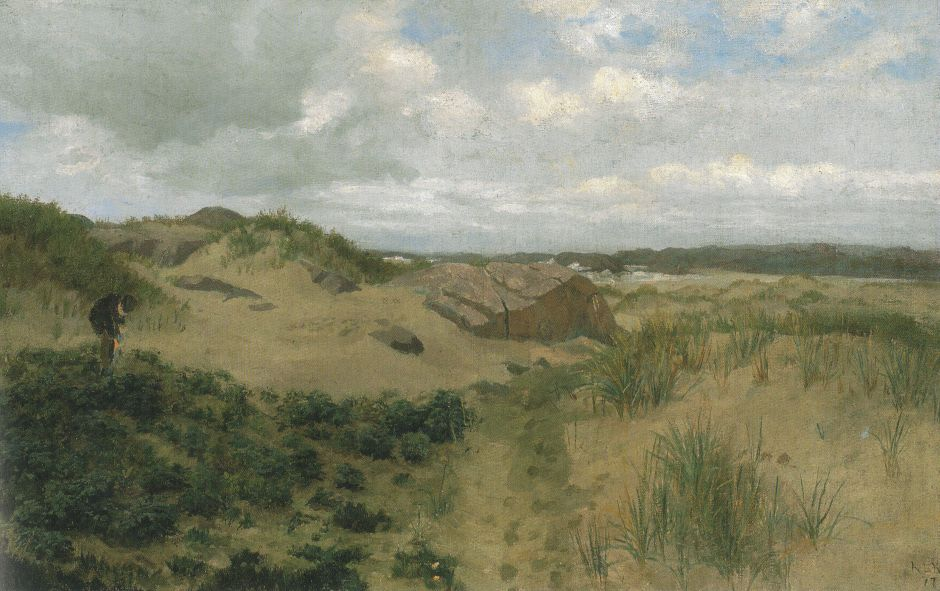
Paisatge litoral, 1878
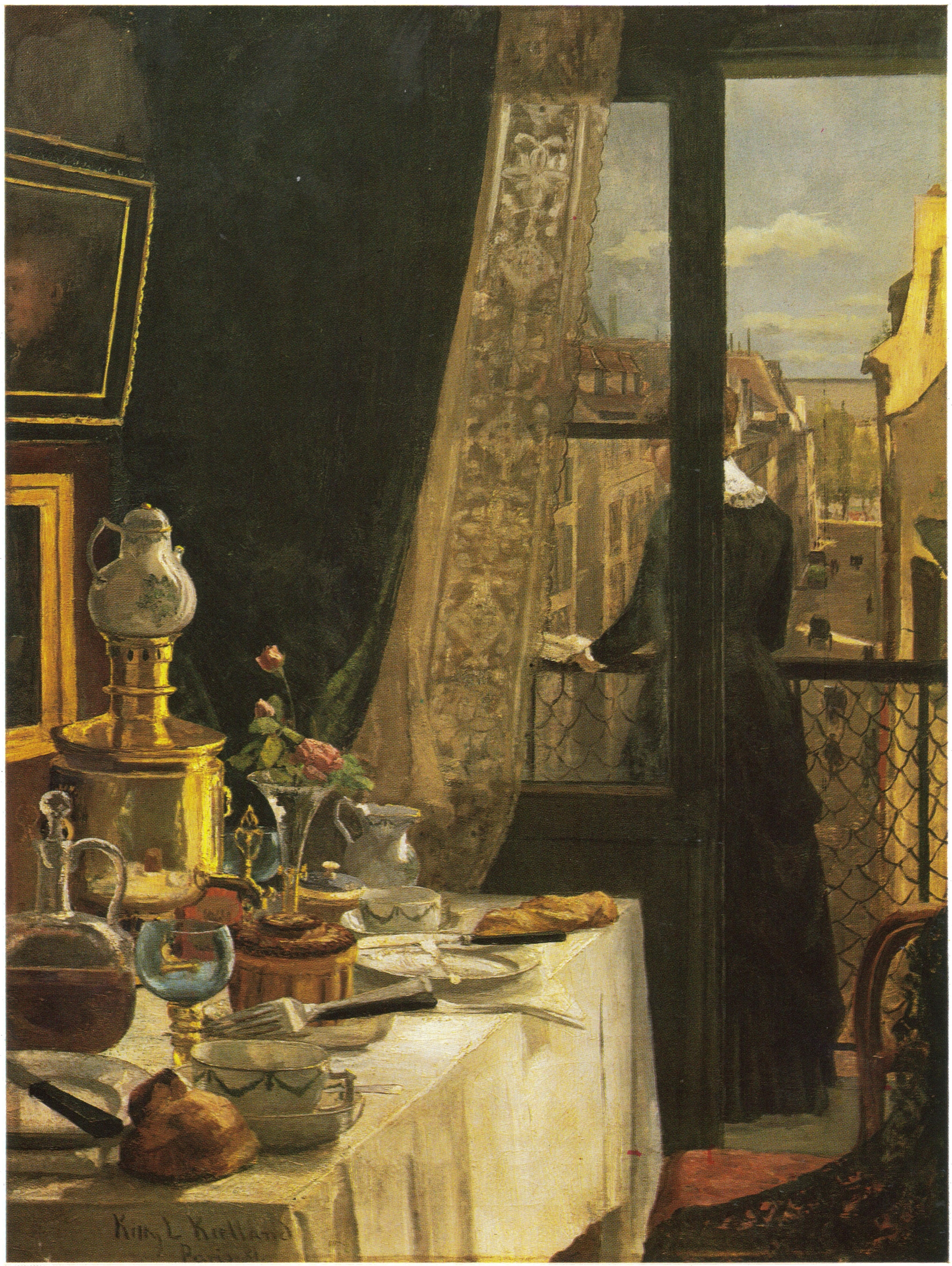
Apartament a París, 1881
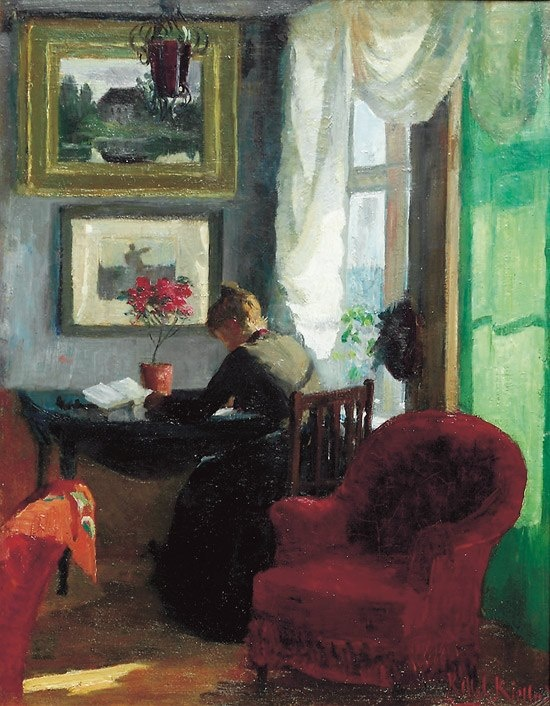
Interior, 1883
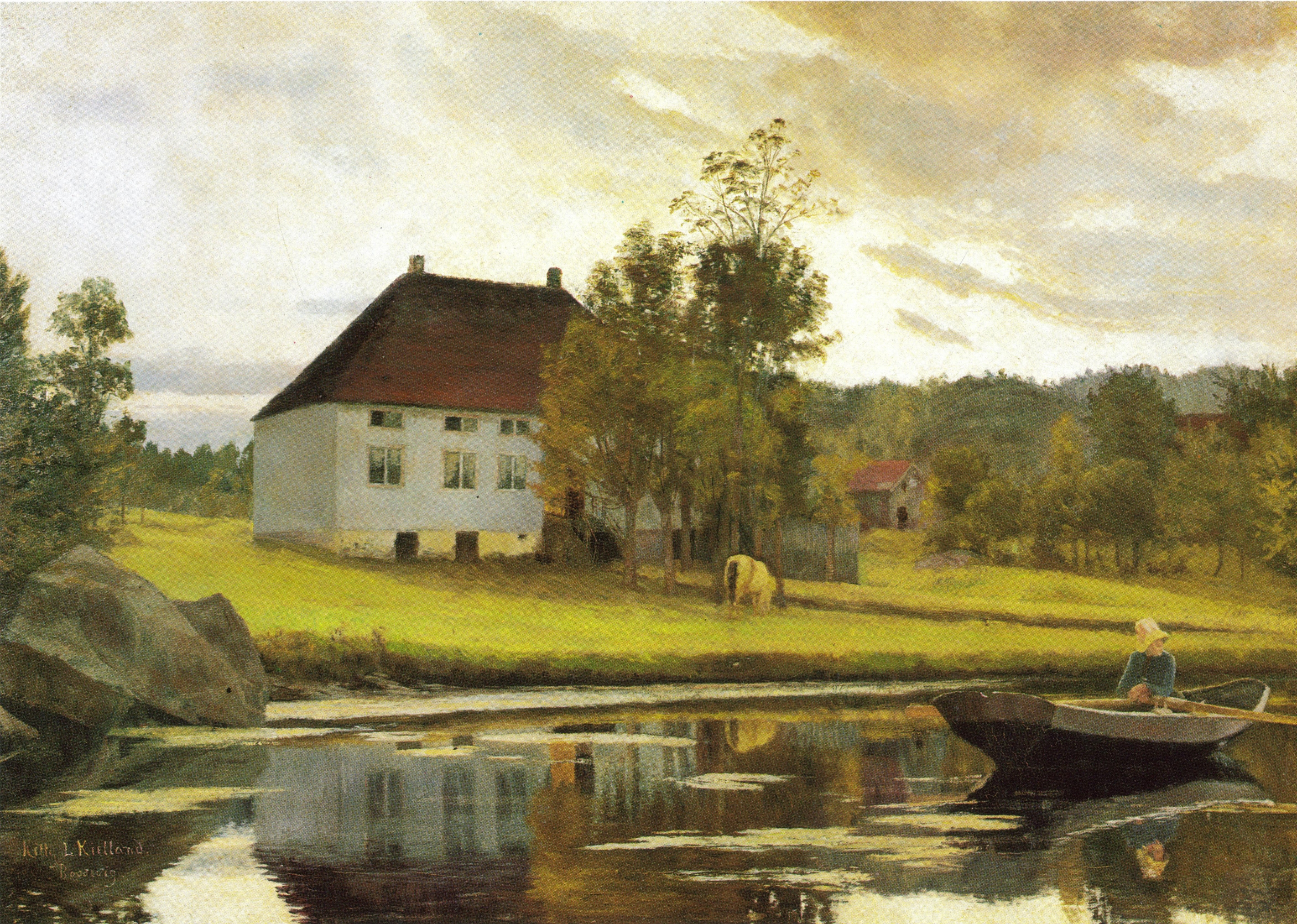
Després de la posta de sol, 1885
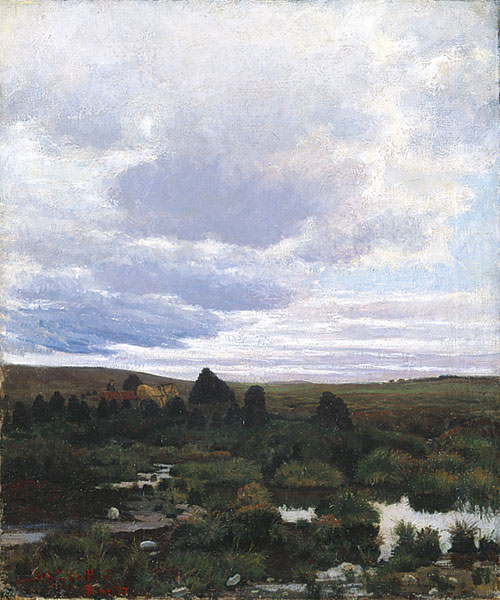
Torberes a Jæren, 1882
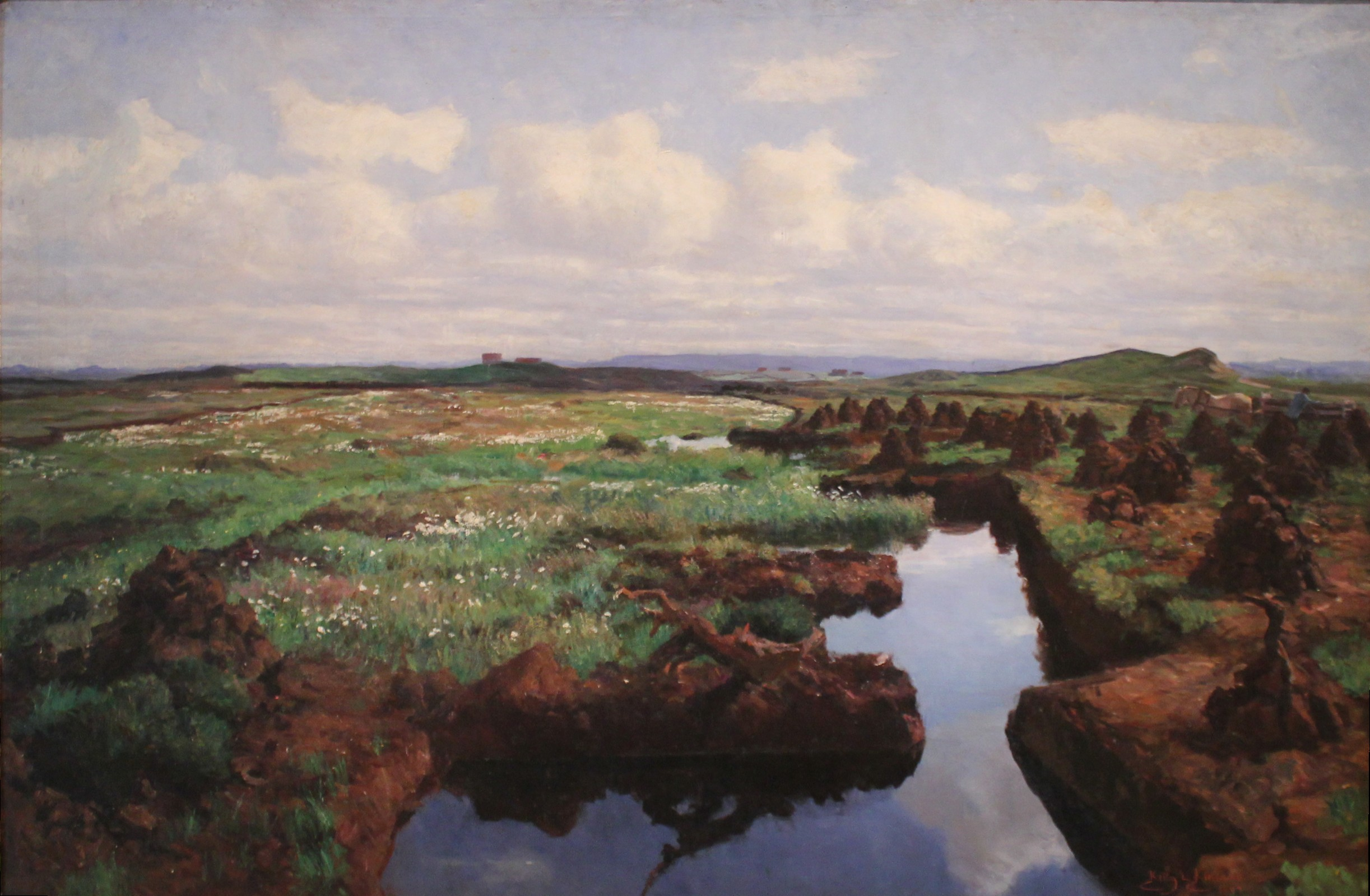
Torbera a Jæren, 1897
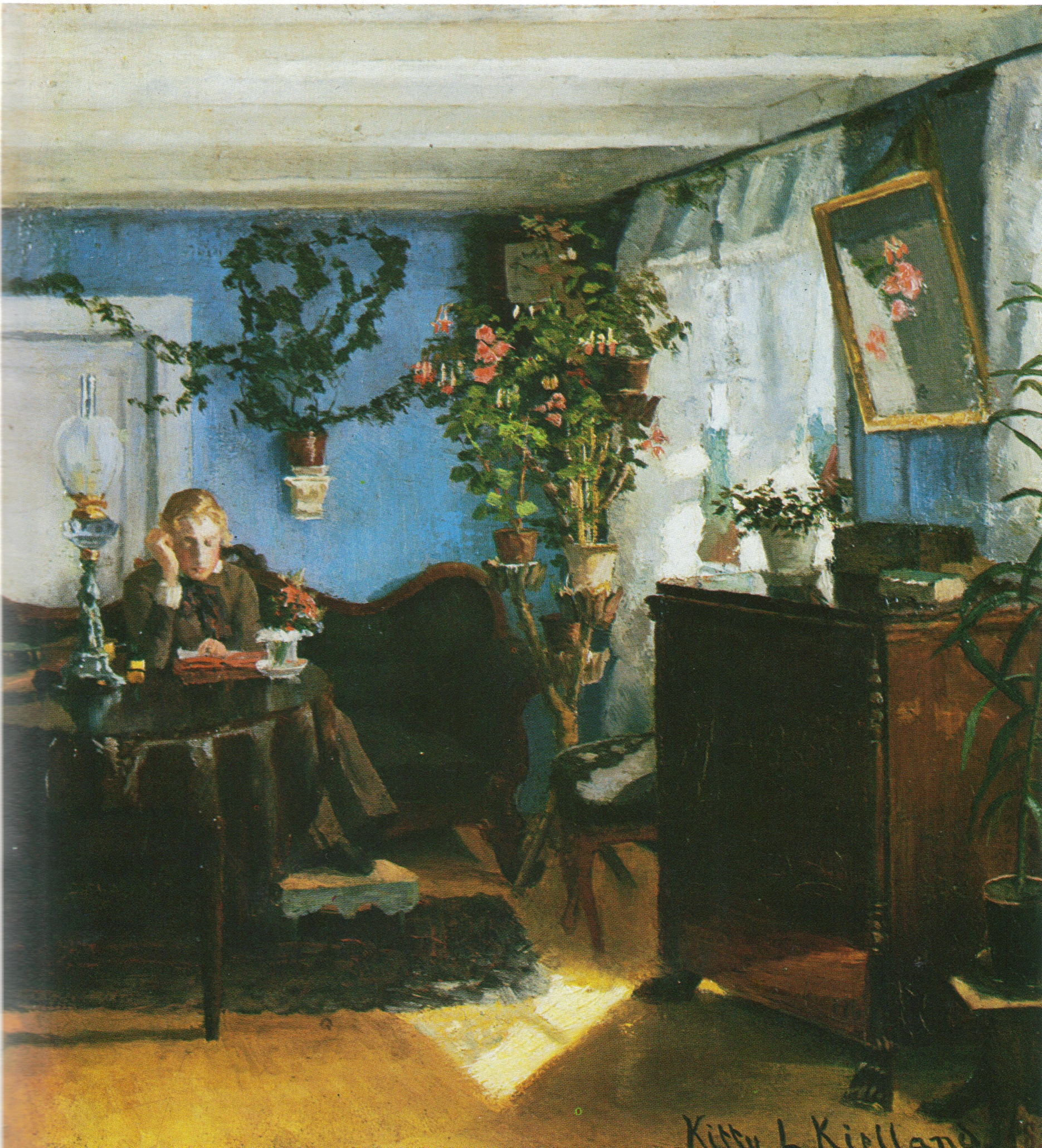
Interior blau
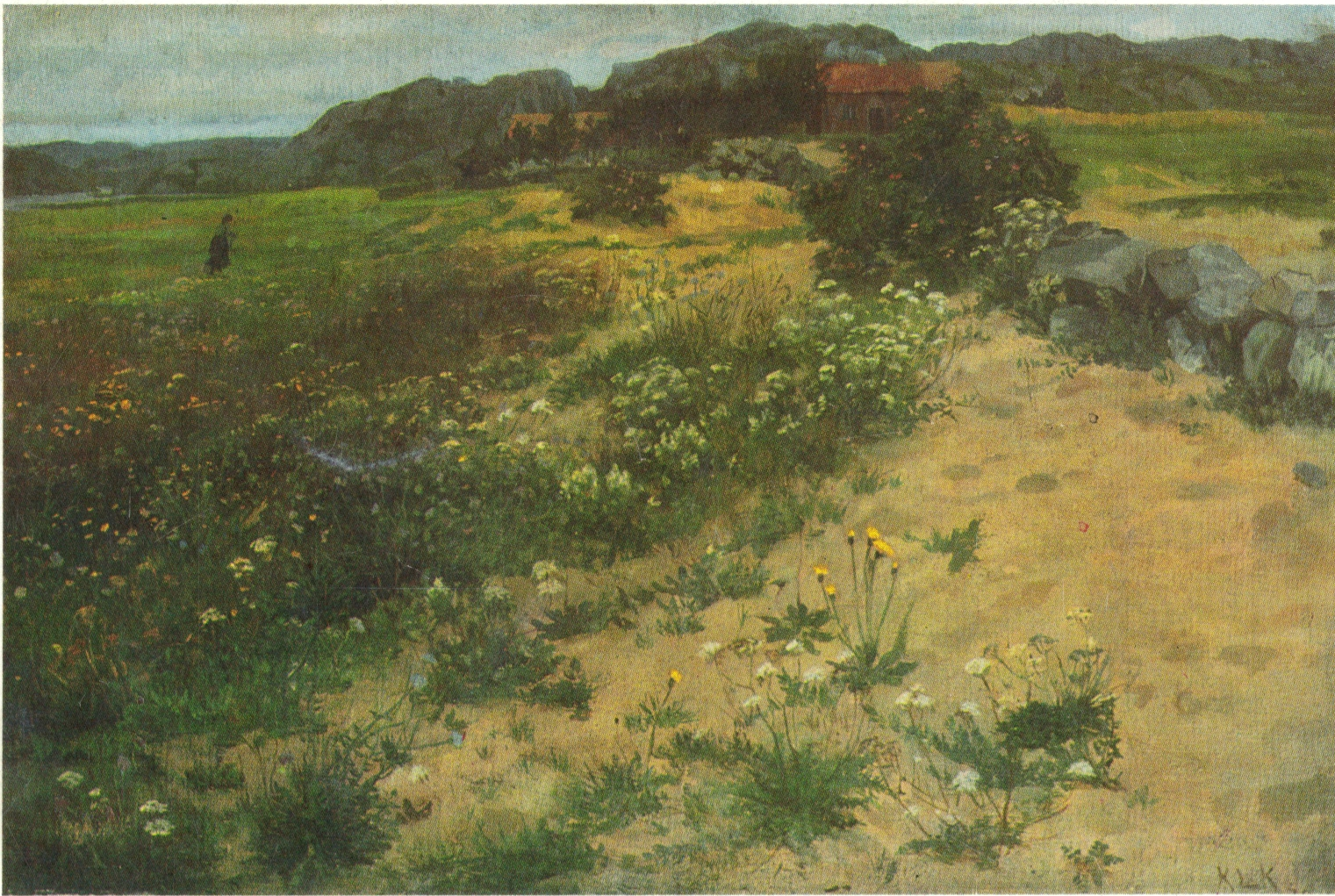
Jæren des de Kielland, 1878
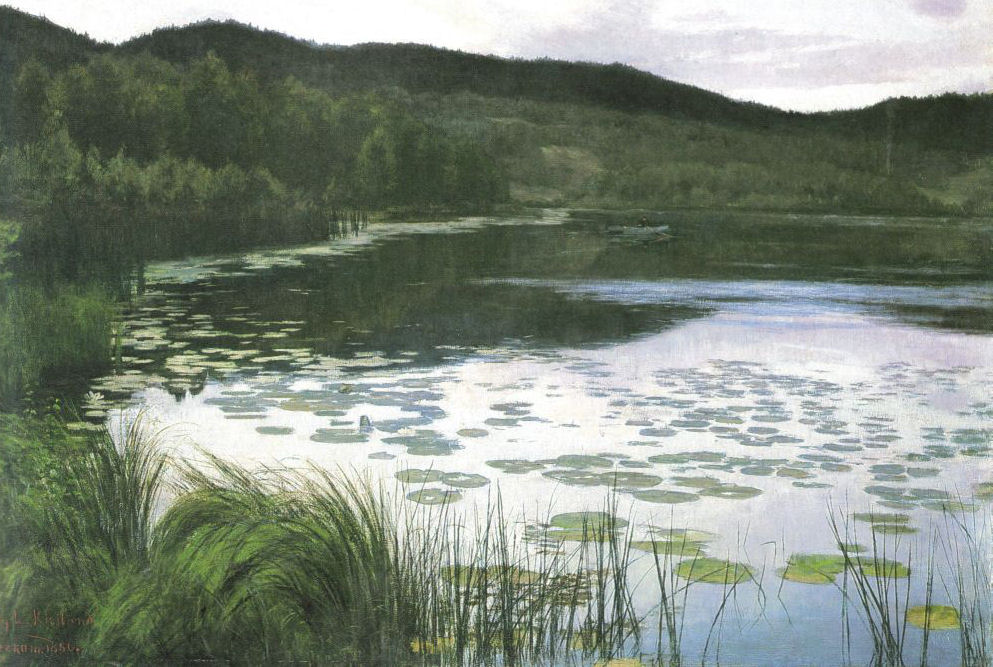
Nit d'estiu, 1886